# Avengers (Band)
Die Avengers sind eine in Kalifornien beheimatete Punk-Rock-Band der ersten Welle. Sängerin der Band war Penelope Houston, die sich später auch der Folk-Musik zuwandte.

## Geschichte
Die Avengers spielten als Vorgruppe der Sex Pistols bei deren letzter Show in Winterland und ihre 4-Song-EP wurde von deren Gitarristen Steve Jones produziert. Diese 1979 auf White Noise Records veröffentlichte Aufnahme enthielt sowohl den denkwürdigen Song The American in Me, als auch Uh Oh!, White Nigger und Corpus Christi. 
Eine frühere 3-Song-EP erschien 1977 aus Dangerhouse Records. Ein komplettes Album mit dem Titel Avengers wurde 1983 veröffentlicht. Eine Compilation namens Died for Your Sins wurde 1999 von Lookout! Records auf den Markt gebracht.